# Edwin S. Broussard

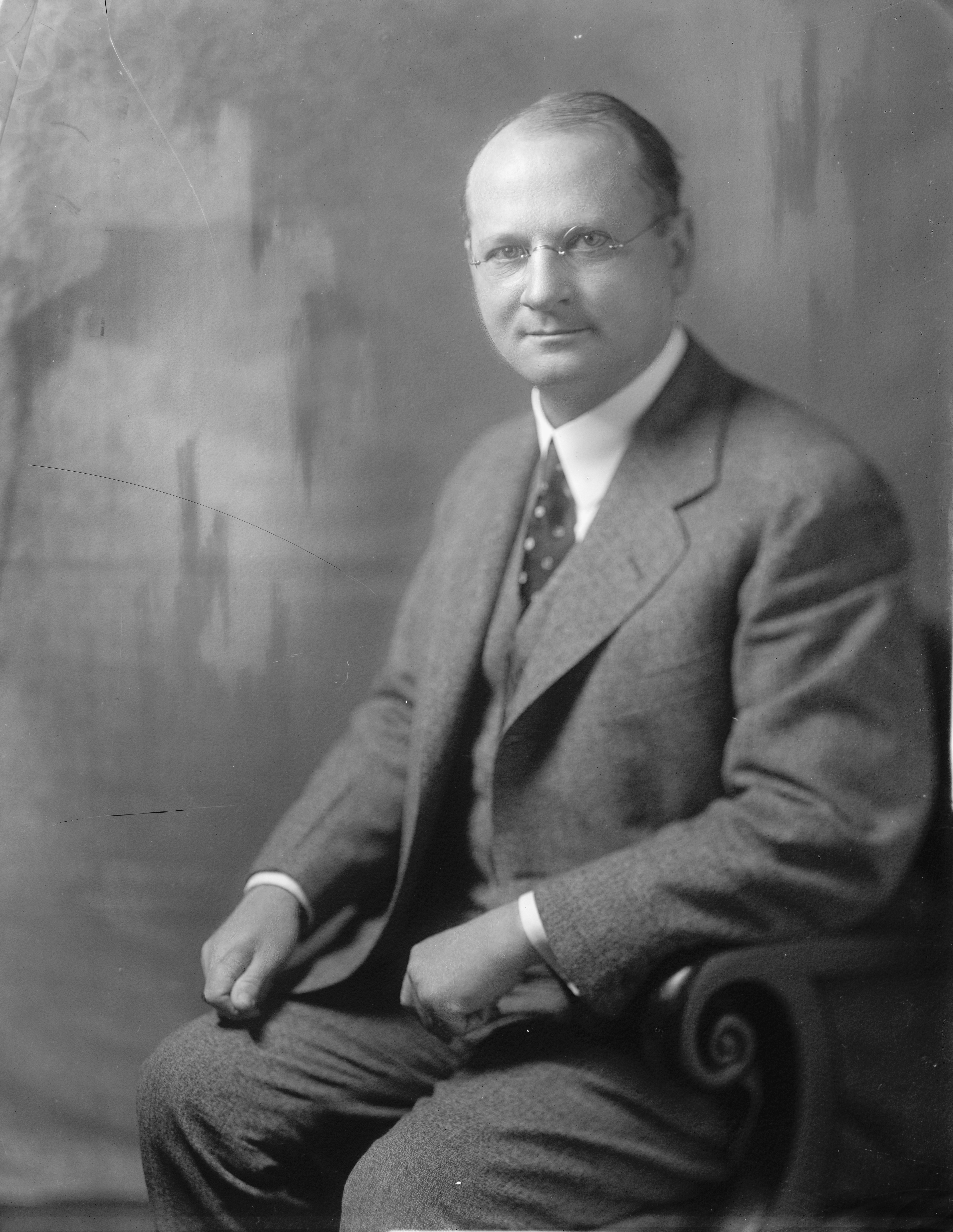
Edwin S. Broussard

Edwin Sidney Broussard I (* 4. Dezember 1874 in Loreauville, Iberia Parish, Louisiana; † 19. November 1934 in New Iberia, Louisiana) war ein US-amerikanischer Politiker, der den Bundesstaat Louisiana im Senat der Vereinigten Staaten vertrat.

## Frühe Jahre
Edwin Broussard wurde in dem Dorf Loreauville im Süden Louisianas geboren und besuchte eine öffentliche Schule. Nachdem er 1896 die Louisiana State University abgeschlossen hatte, war er von 1896 bis 1898 als Lehrer an einer öffentlichen Schule tätig.
Als der Spanisch-Amerikanische Krieg ausbrach, meldete Broussard sich freiwillig für den Militärdienst, woraufhin er auf Kuba (1898–1899) und auf den Philippinen (1899) diente. Im Jahr 1900 kehrte er in die USA zurück und schloss 1901 ein Jurastudium an der Tulane University in New Orleans ab. Broussard heiratete am 5. Juni 1904 Marie Patout. Zusammen hatte das Paar insgesamt sechs Kinder.
Er wurde im Jahr 1901 als Anwalt zugelassen und begann im selben Jahr in New Iberia zu praktizieren. Von 1903 bis 1908 fungierte er als Staatsanwalt im 19. Gerichtsbezirk von Louisiana.

## Politische Laufbahn
Edwin Broussard bewarb sich 1916 erstmals um ein politisches Amt, verfehlte aber die Wahl zum Vizegouverneur von Louisiana. 1920 wurde er als Angehöriger der Demokratischen Partei in den US-Senat gewählt. Dort nahm er den Platz seines kurz zuvor erkrankten Bruders Robert F. Broussard ein. Im Jahr 1926 wurde er wiedergewählt, trotz heftigen Widerstandes seitens des Ku-Klux-Klans, der Broussard ablehnte, da er römisch-katholisch war. Broussard war insgesamt vom 5. März 1921 bis zum 3. März 1933 Senator.